# Chicha criolla
La chicha criolla, chicha venezolana o simplemente chicha es una bebida dulce no alcohólica de Venezuela hecha principalmente a base de arroz o sémola de trigo —entre otros ingredientes de base— y leche de vaca, a la que suele agregársele leche condensada, canela, chispas de chocolate o Sirope. Es una bebida muy espesa que se toma fría con hielo. 
Esta bebida no es fermentada y es de uso comercial en el país. Usualmente es vendida de forma ambulante por los llamados «chicheros», así como en locales especializados conocidos como «chicherías». De igual manera, se vende pasteurizada con presentaciones similares a la de los jugos, leches y malteadas industriales.
Asimismo, se distingue del otras chichas de países andinos en que no es una bebida espirituosa ni se usa como parte de algún asunto ritual o político, sino que simplemente se concibe como una golosina líquida.
Por otro lado, debido a la diáspora venezolana producto de la crisis que ha enfrentado el país desde 2013, este tipo de chicha se ha extendido en otros países donde los migrantes venezolanos la han dado a conocer a distintas escalas.

## Etimología
De acuerdo con el periodista peruano Rafa León, el término «chicha» es una palabra de origen caribe que posiblemente se extendió a otros países andinos por la costumbre de algunos colonizadores españoles de nombrar de la misma manera cosas similares de distintos orígenes.
Así, debido al origen caribe del término y a cómo se desarrolló cronológica y geográficamente la conquista española de América es posible que el término se utilizara para alguna bebida de lo que actualmente es Venezuela.

## Variantes

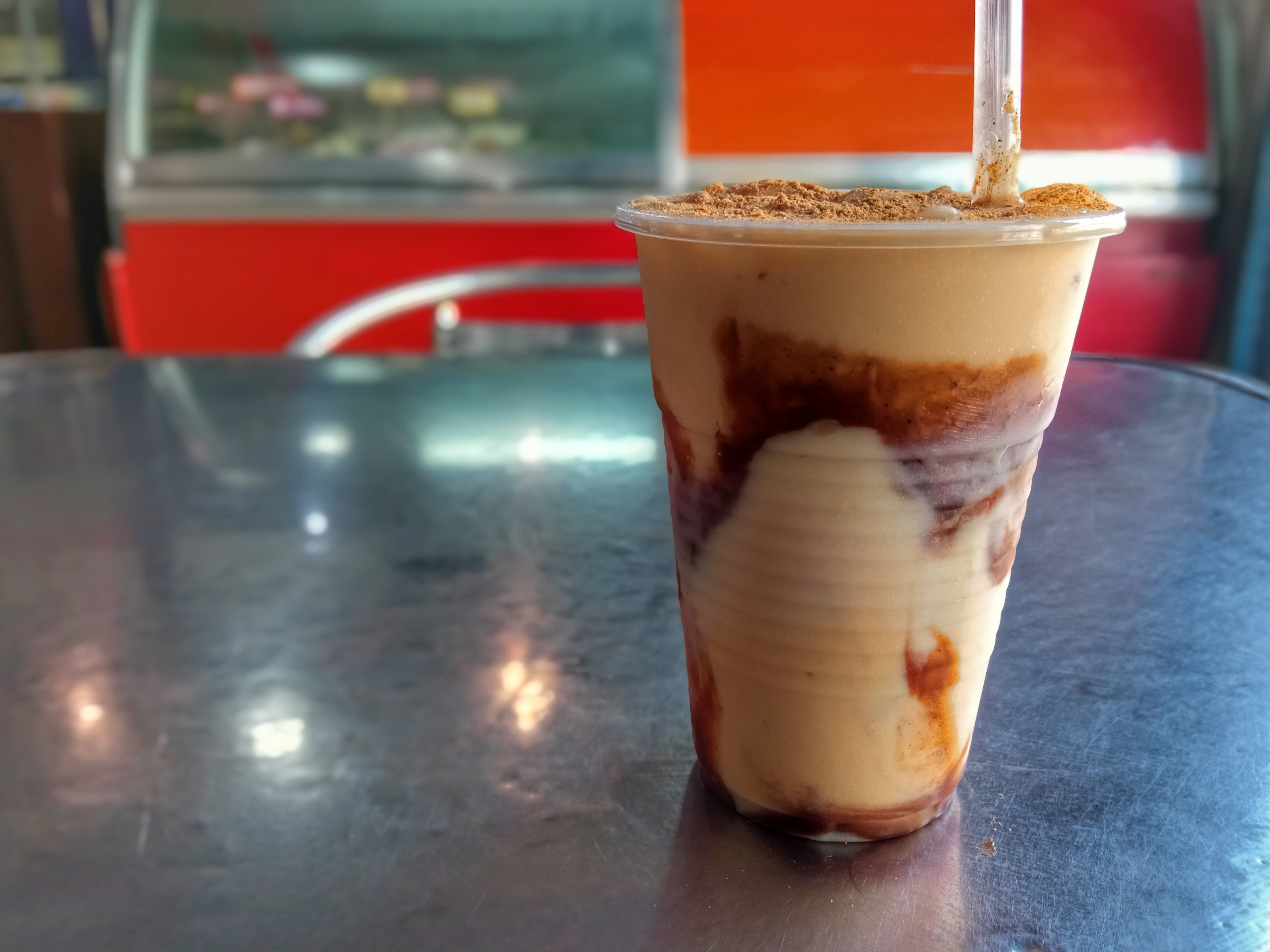
Chicha de arroz con canela, leche condensada y sirop de chocolate.

### Chicha de arroz
Es la más difundida de las chichas venezolanas y es elaborada con leche, agua, leche condensada, vainilla, panela, piloncillo, papelón, canela y arroz.

### Chicha de pasta
Existe también una variante en la cual se sustituye el arroz por sémola de trigo llamada también chicha de pasta. Se suele elaborar con pasta alimenticia de calidad inferior o más económica (mezcla de sémola y harina de trigo). Es más espesa y posee un color marfil intenso.

### Chicha de maíz
La chicha de maíz o chicha andina, se elabora con maíz tierno o harina de maíz y se endulza con papelón o panela de caña de azúcar.A diferencia de las otras bebidas, esta chicha con su proceso de fermentación es alcohólica.

### Otros ingredientes
Además de la chicha de arroz y la de pasta también existen otros ingredientes bases, como la chicha de ajonjolí (con una preparación más laboriosa), de ocumo, de berenjena, yuca, papa o de auyama. Estas variedades al parecer surgieron en algún período de escasez de arroz.
Asimismo, existe también la chicha de fresa que se hace con arroz y jugo de fresas con trozos grande de la misma fruta.

### Chicha andina, masato y carato
Aparte de la clásica chicha de arroz (así como de otros ingredientes), en Venezuela existen otros tipos de chicha con preparaciones muy distintas. Entre ellas se encuentra la chicha andina, tradicional de los Andes venezolanos y de origen precolombino. Esta se hace con hongos de piña que se fermentan, a lo que esa agua se le añade maíz molido previamente cocido. Se endulza con papelón y al pasar de cada día se va colocando más fuerte. Cuando la chicha andina se prepara con arroz se hace llamar masato. En otras regiones se le llama chicha andina a la chicha recién hecha que le agregan jugo de piña. Por lo general la chicha andina es de preparación netamente hogareña.
Otra bebida similar se elabora a base de maíz tierno y se hace llamar carato de maíz o chicha de maíz.